# Pedostrangalia kurda
Pedostrangalia kurda är en skalbaggsart som beskrevs av Gianfranco Sama 1996. Pedostrangalia kurda ingår i släktet Pedostrangalia och familjen långhorningar. Inga underarter finns listade i Catalogue of Life.